# Aplomera dichroa
Aplomera dichroa är en tvåvingeart som beskrevs av Collin 1933. Aplomera dichroa ingår i släktet Aplomera och familjen dansflugor. Inga underarter finns listade i Catalogue of Life.